# 私の夜はあなたの昼より美しい
『私の夜はあなたの昼より美しい』（わたしのよるはあなたのひるよりうつくしい、Mes nuits sont plus belles que vos jours）は、1989年のフランス映画。
ラファエル・ビエドゥー (fr) の同名小説（fr）をもとに製作された。原作の邦訳は高野優による（早川書房 1990）。

## あらすじ
パリのモンパルナスで出会ったふたり、観光地ビアリッツで超能力ショーに出演する情熱的で美しい女ブランシュと、幼少期のトラウマから喋り続けるのを止めない数学者リュカ。三日三晩の破滅的な愛の姿を描く。

## 出演
- ソフィー・マルソー：ブランシュ (Blanche)
- ジャック・デュトロン (fr)：リュカ (Lucas)
- ヴァレリー・ラグランジュ：ブランシュの母
- ミリアム・メジエール (fr)：Edwige
- ロール・キリング (Laure Killing)：Inès
- フランソワ・ショメット (fr)：オテル・デュ・パレのコンシエルジュ
- サディ・ルボット (fr)：François